# Pływanie artystyczne na Mistrzostwach Świata w Pływaniu 2022 – kombinacja dowolnie
Kombinacja dowolnie – jedna z konkurencji rozgrywanych w ramach pływania artystycznego, podczas mistrzostw świata w pływaniu w 2022. Eliminacje odbyły się 18 czerwca, a finał został rozegrany 20 czerwca.
Do eliminacji zgłoszonych zostało 10 reprezentacji, z których każda mogła wystawić do rywalizacji dziesięć zawodniczek. Ponieważ do konkurencji zgłoszono mniej niż 12 drużyn, wszystkie zespoły zgłoszone do eliminacji uzyskały awans do finałowej rywalizacji.
Zawody w tej konkurencji wygrały reprezentantki Ukrainy Maryna Ałeksijiwa, Władysława Ałeksijiwa, Ołesia Derewianczenko, Marta Fiedina, Weronika Hryszko, Sofija Macijewska, Daria Moszynska, Angelina Owczynnikowa, Anastasija Szmonina i Walerija Tyszczenko. Drugą pozycję zajęły zawodniczki z Japonii Moka Fujii, Moe Higa, Asaka Hosokawa, Yuka Kawase, Moeka Kijima, Hikari Suzuki, Akane Yanagisawa, Mashiro Yasunaga, Megumu Yoshida i Rie Yoshida. Trzecią pozycję zaś wywalczyły pływaczki artystyczne reprezentujące Włochy – Domiziana Cavanna, Linda Cerruti, Costanza di Camillo, Costanza Ferro, Gemma Galli, Marta Iacoacci, Marta Murru, Enrica Piccoli, Federica Sala i Francesca Zunino.

## Wyniki
| Miejsce | Państwo         | Eliminacje | Eliminacje | Finał   | Finał   |
| Miejsce | Państwo         | Wynik      | Miejsce    | Wynik   | Miejsce |
| ------- | --------------- | ---------- | ---------- | ------- | ------- |
| 01 !    | Ukraina         | 93,9333    | 1.         | 95,0333 | 1.      |
| 02 !    | Japonia         | 92,8333    | 2.         | 93,5667 | 2.      |
| 03 !    | Włochy          | 90,9667    | 3.         | 92,0333 | 3.      |
| 4.      | Grecja          | 86,9333    | 4.         | 88,2000 | 4.      |
| 5.      | Izrael          | 85,5333    | 5.         | 85,9667 | 5.      |
| 6.      | Wielka Brytania | 83,5333    | 6.         | 84,6333 | 6.      |
| 7.      | Kazachstan      | 81,1333    | 7.         | 82,6333 | 7.      |
| 8.      | Węgry           | 78,7333    | 8.         | 80,4667 | 8.      |
| 9.      | Brazylia        | 78,7333    | 8.         | 80,3333 | 9.      |
| 10.     | Tajlandia       | 67,5000    | 10.        | 68,5667 | 10.     |